# 大高坂松王丸

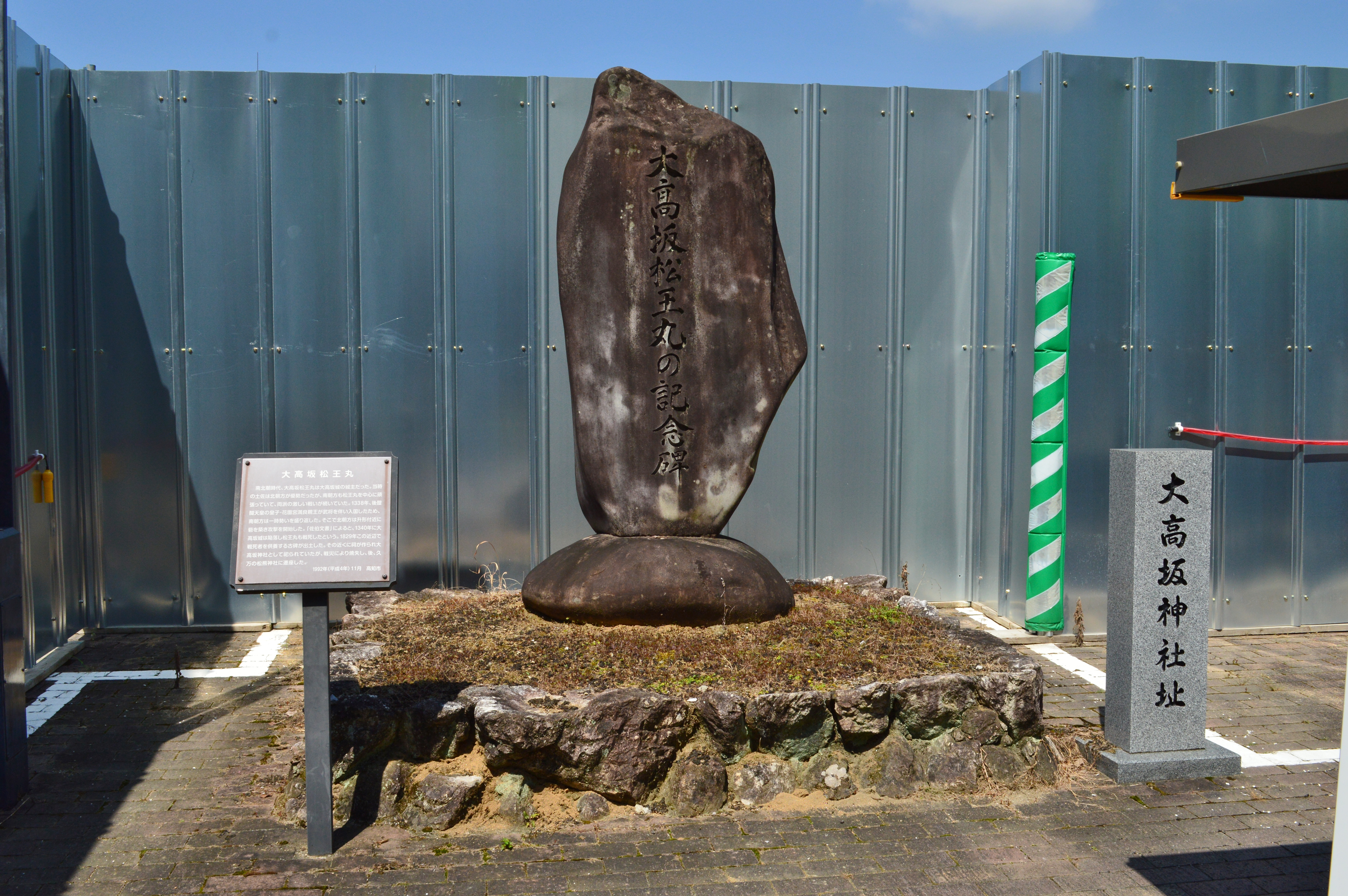
大高坂松王丸記念碑高知市本町の高知市役所前。

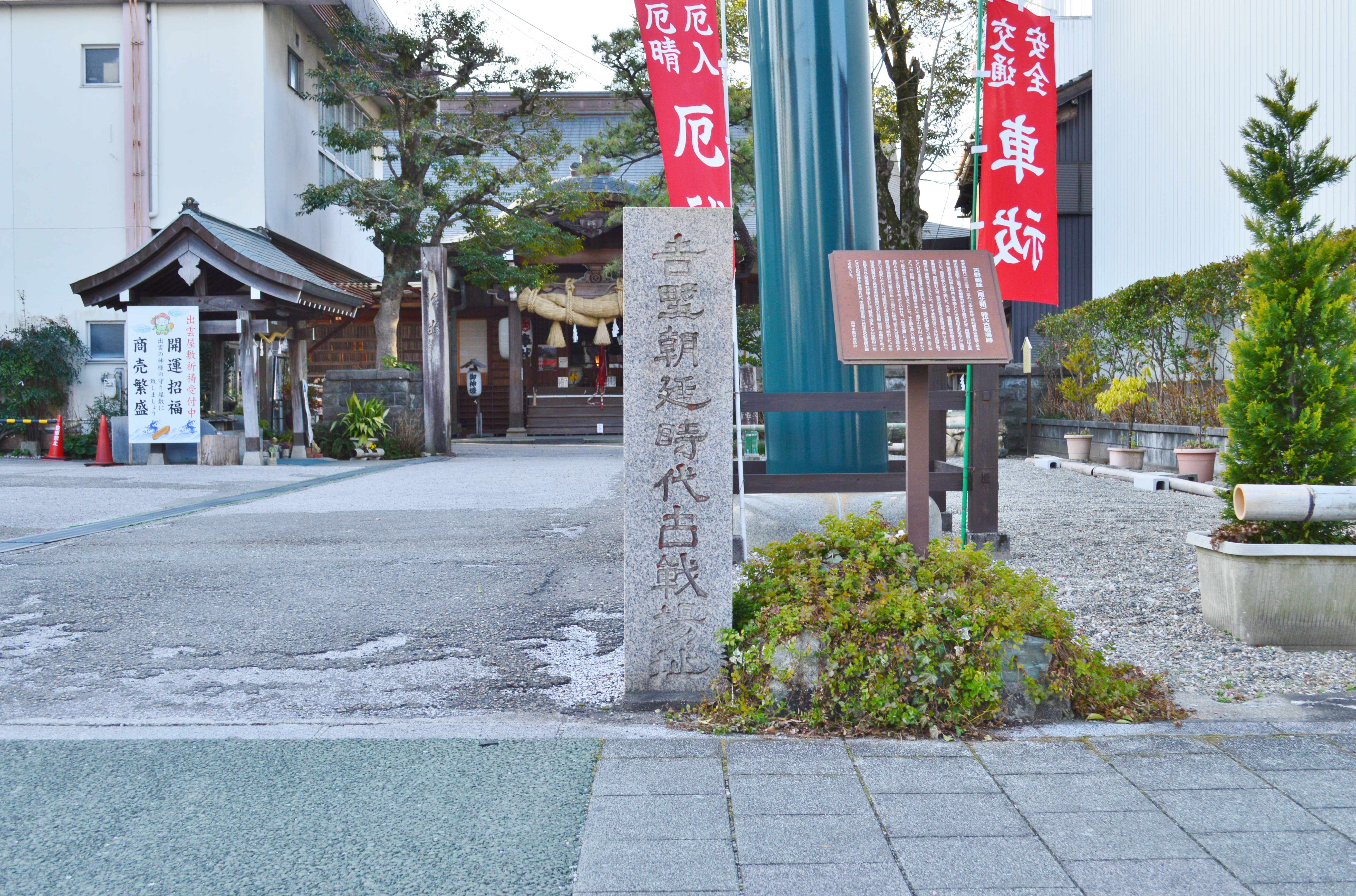
吉野朝廷時代古戦場址碑高知市升形の出雲大社土佐分祠前。

大高坂 松王丸（おおだかさ まつおうまる、生年不詳 - 暦応3年（1340年））は、南北朝時代の武将。

## 生涯
土佐郡大高坂郷（現在の高知市）の領主で大高坂城（現在の高知城）に居城。松王丸は南朝方に所属して北朝方の諸将と戦った。建武3年（1336年）3月21日大高坂城大手の合戦、6月からは大高坂城、安楽寺城を中心にした合戦を歴戦した。暦応元年（1338年）には、花園宮満良親王が土佐に入国し土佐国の南朝方は士気が上がった。暦応2年（1339年）堅田氏、津野氏、三宮氏、佐竹氏ら北朝方の豪族が細川定禅の命を受け大高坂城を攻撃し出陣した。暦応3年（1340年）1月新田氏、金沢氏、佐河氏、度賀野氏ら南朝方の諸将が花園宮を奉じて数千の兵を大高坂城の救援のため潮江山に陣をはり、大高坂城と潮江山の間で激戦が行われたが南朝方は敗れ大高坂城が落城した。花園宮は西国に落ち、松王丸はこの戦で戦死したとされる（佐伯文書）。